# Nikitas Kaklamanis
Nikitas Kaklamanis, gr. Νικήτας Κακλαμάνης (ur. 1 kwietnia 1946 na wyspie Andros) – grecki polityk i lekarz, długoletni deputowany, poseł do Parlamentu Europejskiego IV kadencji, w latach 2004–2006 minister zdrowia, od 2007 do 2010 burmistrz Aten, od 2025 przewodniczący Parlamentu Hellenów.

## Życiorys
Ukończył w 1971 studia lekarskie w szkole medycznej w ramach Uniwersytetu Narodowego im. Kapodistriasa w Atenach. Uzyskał specjalizacje w zakresie radioterapii i onkologii, a w 1981 uzyskał stopień naukowy doktora. Poza praktyką lekarską pracował naukowo na macierzystej uczelni, w 1989 obejmując stanowisko profesorskie. Kierował różnymi organizacjami lekarskimi, był sekretarzem generalnym panhelleńskiego towarzystwa medycznego.
Zaangażował się w działalność polityczną w ramach Nowej Demokracji. W 1986 dołączył do komitetu centralnego, a w 1987 do komitetu wykonawczego partii. W 1990 po raz pierwszy wybrany do Parlamentu Hellenów. W 1993 przeszedł do powołanej przez Andonisa Samarasa Wiosny Politycznej, utrzymując z jej ramienia mandat poselski na kolejną kadencję. Zrezygnował z niego w 1994 w związku z wyborem do Parlamentu Europejskiego IV kadencji, w którym zasiadał do 1999, pełniąc m.in. funkcję wiceprzewodniczącego Komisji ds. Transportu i Turystyki.
Powrócił później do Nowej Demokracji. Z jej listy ponownie wybierany do krajowego parlamentu w 2000 i 2004. Od marca 2004 do lutego 2006 sprawował urząd ministra zdrowia w rządzie Kostasa Karamanlisa. W październiku 2006 wygrał wybory na urząd burmistrza Aten, który objął w styczniu 2007. W konsekwencji złożył mandat poselski. W wyborach lokalnych w 2010 nie uzyskał reelekcji – przegrał z popieranym przez partie lewicowe Jorgosem Kaminisem.
W wyborach z maja i z czerwca 2012 uzyskiwał wybór do Parlamentu Hellenów. W marcu 2014 wykluczono go z frakcji ND, powrócił do niej w październiku tegoż roku. W styczniu 2015, wrześniu 2015, 2019, maju 2023 i czerwcu 2023 z powodzeniem ubiegał się o poselską reelekcję.
W styczniu 2025 został wybrany na nowego przewodniczącego greckiego parlamentu.